# Tennengebergte
Het Tennengebergte is een bergrug in de Noordelijke Kalkalpen. Het is een 60 km² groot plateau in Salzburg bij Bischofshofen. Meer dan de helft van het plateau bevindt zich op meer dan 2000 meter boven zeeniveau. 
Het Tennengebirge is sinds 1982 een beschermd natuurgebied.

## Belangrijkste bergtoppen
- Raucheck (2.430 meter)
- Bleikogel (2.412 meter)
- Lehnender Stein (2.402 meter)
- Pfaffenleitnkopf (2.370 meter)
- Werfener Hochthron (2.363 meter)
- Fritzerkogel (2.360 meter)
- Streitmandl (2.360 meter)
- Schubbühel (2.334 meter)
- Tiroler Kogel (2.324 meter)
- Eiskogel (2.321 meter)
- Brietkogel (2.316 meter)
- Wieselstein (2.300 meter)
- Scheiblingkogel (2.290 meter)
- Hochkogel (2.283 meter)
- Fieberhorn (2.278 meter)
- Tauernkogel (2.247 meter)
- Knallstein (2.234 meter)
- Hochkarfelderkopf (2.219 meter)
- Breitstein (2.161 meter)
- Tagweide (2.128 meter)
- Edelweißkogel (2.030 meter)